# René Guisan
René Guisan (* 3. Oktober 1874 in Lausanne; † 31. März 1934 ebenda) war ein Schweizer evangelischer Geistlicher und Hochschullehrer.

## Leben

### Familie
René Guisan war der Sohn von Julien Guisan, Rechtsanwalt und Waadtländer Grossrat und dessen Ehefrau Jeanne (geb. d'Albenas).
Er blieb Zeit seines Lebens unverheiratet.

### Werdegang
Nachdem René Guisan sich an der Theologischen Fakultät der Freien Evangelischen Kirche in Lausanne zu einem Theologiestudium immatrikuliert hatte, setzte er sein Studium darauf an der Universität Berlin, der Universität Heidelberg und an der Universität Paris fort.
Von 1898 bis 1902 war er Prorektor der theologischen Vorbereitungsschule Les Batignolles im Quartier des Batignolles in Paris, die ihre Schüler an die Theologische Fakultät von Montauban (heute: Aussenstelle der Universität Toulouse) sandte. Darauf war er von 1903 bis 1905 interimistischer Pfarrer der Freikirche in Moudon. 1905 begann er eine Tätigkeit als Gymnasiallehrer an der Ecole Vinet in Lausanne und war von 1908 bis 1917 deren Rektor.
1918 wurde er als Professor für Exegese des Neuen Testaments an die Freikirchliche Fakultät von Lausanne und ab 1928 an die Theologische Fakultät der Universität Lausanne berufen; 1933 war er Dekan beider Fakultäten.
Nach seinem Tod wurde Charles Masson (1895–1967) sein Nachfolger in der Theologischen Fakultät und Philippe Henri Menoud an der Freikirchlichen Fakultät.

### Geistliches und berufliches Wirken
Von 1929 bis 1931 war René Guisan Präsident der Synodalkommission der evangelisch-reformierten Freikirche der Waadt, die zwischen den Sitzungen der Synode die Oberaufsicht über die verschiedenen Spezialkommissionen ausübte. 
In der französischsprachigen Schweizer Pfarrerausbildung spielte er eine prägende und wichtige Rolle während der Übergangszeit vom theologischen Liberalismus zum Neocalvinismus und Barthismus.
Er war Herausgeber der Zeitung L'Essor.

## Schriften (Auswahl)
- Arnold Reymond; René Guisan: La confession de foi de l'Eglise libre du canton de Vaud. 1904.
- Reliquiae. Lausanne 1935.
- Pierre Bovet; René Guisan: Fragments de lettres. In: Revue de Théologie et de Philosophie, Nr. 28. 1940.